# Stadium MK
Stadium MK (dawniej stadium:mk) – stadion piłkarski położony w Milton Keynes w hrabstwie Buckinghamshire, w Wielkiej Brytanii. Swoje mecze rozgrywa na nim zespół Milton Keynes Dons F.C.
Stadion został oficjalnie otwarty 29 listopada 2007 przez królową, a jego pojemność wynosi 30 500 miejsc. Obiekt został zaproponowany do rozgrywek mistrzostw świata w piłce nożnej w roku 2018 w ofercie złożonej przez Anglię w ramach ubiegania się o organizację mistrzostw.